# Mesocentrus tenuis
Mesocentrus tenuis är en stekelart som först beskrevs av Papp 1992.  Mesocentrus tenuis ingår i släktet Mesocentrus och familjen bracksteklar. Inga underarter finns listade i Catalogue of Life.